# Lưu Quần
Lưu Quần  (* 19. Juni 1925) ist ein ehemaliger südvietnamesischer Radrennfahrer.

## Sportliche Laufbahn
Lưu Quần  war im Straßenradsport aktiv. Er war Teilnehmer der Olympischen Sommerspiele 1952 in Helsinki.
Im Straßenrennen kam er auf den 47. Rang. Südvietnam kam mit Châu Phươc Vình, Nguyễn Đức Hiền, Lê Văn Phươc und Lưu Quan nicht in die Mannschaftswertung, da drei Fahrer des Teams ausgeschieden waren. Es war die erste Teilnahme von Radrennfahrern aus Südvietnam bei Olympischen Spielen. Über sein weiteres Leben und seine sportlichen Erfolge ist nichts bekannt.